# マルコ・アンブロジーニ
マルコ・アンブロジーニ（Marco Ambrosini、1964年6月17日 - ）はイタリア人の作曲家、編曲家、演奏家。2008年現在ドイツ在住。
古楽、現代音楽などを数々のアンサンブルとともに演奏している。150枚以上のCD録音に参加。
1964年イタリアのフォルリに生まれる。
1971年から1981年まで、アンコーナのジョヴァンニ・バッティスタ・ペルゴレーシ音楽学校及びペーザロのジョアキーノ・ロッシーニ音楽学校で、ヴァイオリン、ヴィオラ、作曲を学んだ。
他に、ニッケルハルパ、フィドル、口琴、ほら貝なども演奏する。
1983年にペーター・ラバンザーと古楽アンサンブルオーニ・ヴィータルスを結成。1991年からは、カタリーナ・ドゥストマンとカタルコとして活動している。